# Kaminoshimodachiuri-dōri
Le Kaminoshimodachiuri-dōri (上ノ下立売通, Kaminoshimodachiuri-dōri) ou Kami no Shimodachiuri-dōri (上ノ下立売通, Kami no Shimodachiuri-dōri) est une voie de l'ouest de Kyoto, dans les arrondissements de Kamigyō, Nakagyō et Ukyō. Orientée est-ouest, elle commence à l'Onmae-dōri (en) et termine à Sagano, dans le quartier Saga Setogawa-chō, près de la gare de Saga-Arashiyama. Entre son début à Onmae-dōri et Marutamachi-dōri, la rue est aussi appelée Myōshinji-michi (妙心寺道, Myōshinji-michi), en l'honneur du temple éponyme qu'elle traverse. La rue est associée au Shimodachiuri-dōri, une rue au sud.

## Description

### Situation

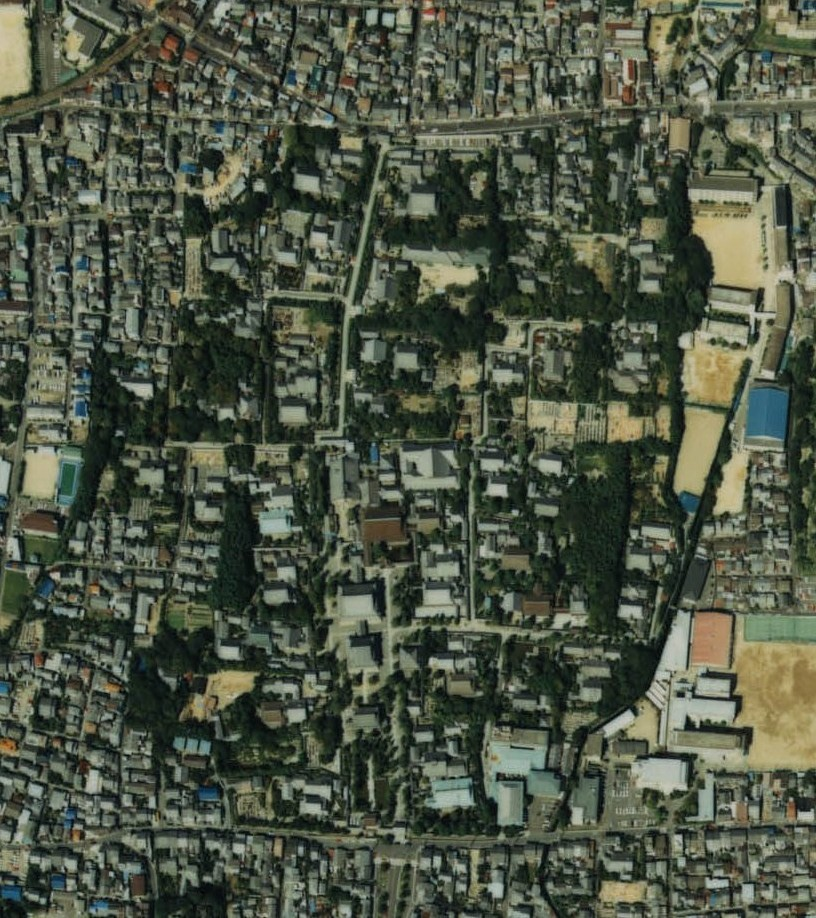
Vue aérienne du complexe du Myōshin-ji, la rue étant en bas de l'image.

Le Kaminoshimodachiuri-dōri est une longue rue de l'extrême sud-ouest de l'arrondissement de Kamigyō, qui passe par le nord-ouest de Nakagyō, puis par l'ouest de la section urbaine de l'arrondissement d'Ukyō. La rue commence à l'Onmae-dōri (ja) (御前通) et continue de façon rectiligne jusqu'au complexe du temple Myōshin-ji (妙心寺), après laquelle elle dévie vers le sud jusqu'à Marutamachi-dōri (丸太町通), juste avant les voies de la ligne principale San'in. Elle réapparaît de l'autre côté de la ligne et continue vers l'ouest jusqu'à Sagano (嵯峨野), dans le quartier Saga Setogawa-chō (嵯峨瀬戸川町), près de la gare de Saga-Arashiyama. Elle franchit les rivières Tenjin (ja) (天神川), Uda (宇多川), Omuro (御室川) et Arisu (有栖川). Selon d'autres sources, Kaminoshimodachiuri-dōri bifurquerait à droite devant la porte sud du Myōshin-ji pour terminer à Marutamachi-dōri,, ou encore bifurquer vers le nord après le Myōshin-ji pour rejoindre la route préfectorale 130,.
Entre Nishiōji-dōri et la porte sud du Myōshin-ji, la rue suit le tracé de la Route préfectorale 129 - Dépôt de Hanazono-Taishōgun (ja) (京都府道129号花園停車場大将軍線). 300 mètres plus loin, elle suit le tracé de la Route préfectorale 130 - Dépôt de Hanazono-Omuro (ja) (京都府道130号花園停車場御室線) jusqu'à Marutamachi, avant de suivre la Route préfectorale 131 - Dépôt de Hanazono-Kōryū-ji (ja) (京都府道131号花園停車場広隆寺線) jusqu'à Tenjingawa-dōri, après quoi elle devient la Route municipale 184 - Utano-Kisshō-in (ja) (京都市道184号宇多野吉祥院線) pendant 500 mètres.
Elle est associée à Shimodachiuri-dōri (下立売通), juste au sud, et surnommée « Shimo no Shimodachiuri-dōri », soit « Shimodachiuri-dōri du bas »,.
La circulation se fait dans les deux sens. La rue fait environ 5 500 mètres de long au total, mais la portion connue sous le nom Myōshinji-michi, d'Onmae à Marutamachi, fait seulement 1 900 mètres,.

### Voies rencontrées
Liste des voies rencontrées,,. Les voies rencontrées de la droite sont mentionnées par (d), tandis que celles rencontrées de la gauche, par (g). Seules les rues portant un nom sont listées.
1. Onmae-dōri (ja) (御前通)[2],[1]
2. Tenjin-dōri (天神通)[2]
3. Nishidoi-dōri (西土居通)[2]
4. Nishiōji-dōri (ja) (西大路通)[2]
5. Sai-dōri (ja) (佐井通)[2] [aussi appelé Kasuga-dōri (春日通)]
6. Sainishi-dōri (佐井西通)[2]
7. Badai-dōri (馬代通)[2]
8. (g) Nishikōji-dōri (ja) (西小路通)
9. Kitsuji-dōri (木辻通)[2]
10. (g) Kawarazushi-dōri (河原図子通)
11. (g) Route préfectorale 129 - Dépôt de Hanazono-Taishōgun (ja) (京都府道129号花園停車場大将軍線)
12. (d) Route préfectorale 130 - Dépôt de Hanazono-Omuro (ja) (京都府道130号花園停車場御室線)[2],[1]
13. Marutamachi-dōri (丸太町通)[2] [interruption de la rue, passage ferroviaire de la ligne principale San'in]
14. (g) Route préfectorale 131 - Dépôt de Hanazono-Kōryū-ji (ja) (京都府道131号花園停車場広隆寺線) [réapparition de la rue]
15. Tenjingawa-dōri (天神川通) [Route nationale 162 (en) (国道162号)]
16. (d) Route municipale 184 - Utano-Kisshō-in (ja) (京都市道184号宇多野吉祥院線)
17. [passage ferroviaire de la ligne Kitano du tramway de Kyoto]
18. [passage ferroviaire de la ligne principale San'in]

### Transports en commun

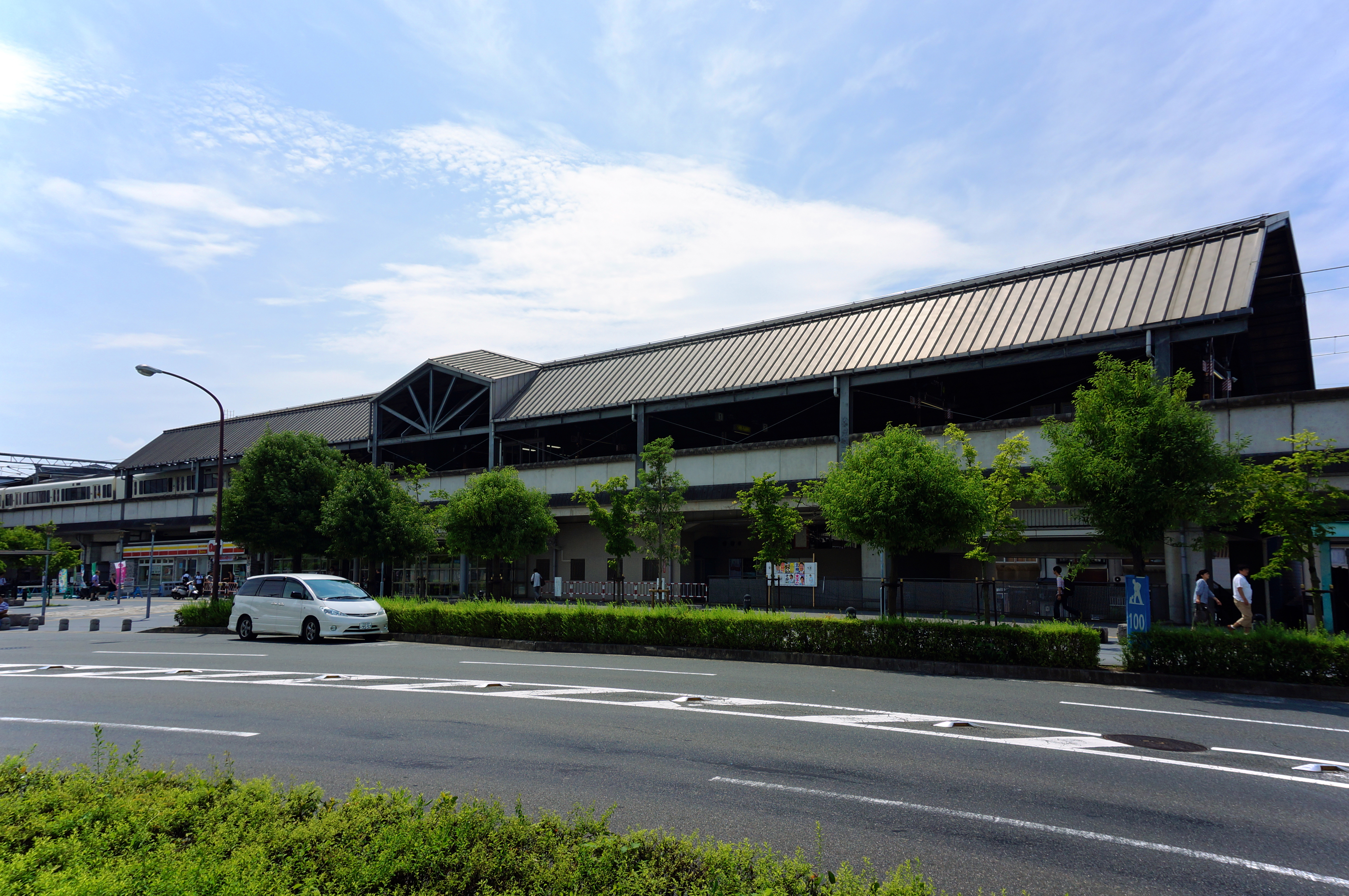
La gare de Hanazono, vue depuis Marutamachi-dōri.

Les bus du réseau d'autobus de Kyoto (ja) ne passe pas sur la rue. Les arrêts les plus proches sont sur Marutamachi. Les arrêts notables incluent Kitano Chūgaku-mae (北野中学前, lignes 15, 26, 203, 204, 205), au carrefour de Kaminoshimodachiuri et Nishiōji, Myōshinji-mae (妙心寺前, lignes 91, 93), au carrefour de Marutamachi et la route préfectorale 129, Gare de Hanazono (花園駅前, lignes 91, 93), en correspondance avec la gare éponyme, Tokiwa Sagano-Kōkō-mae (常盤・嵯峨野高校前, lignes 75, 91, 93, Spécial93), en correspondance avec la station Tokiwa (en) du tramway de Kyoto, et Gare de Saga-Arashiyama (嵯峨嵐山駅前, lignes 11, 91, 93, Spécial93), en correspondance avec la gare éponyme.

## Odonymie
La rue est aussi prononcée « Kaminoshimotachiuri-dōri » (Kami no Shimotachiuri-dōri, かみ の しもたちうり どおり). Le nom est aussi écrit « 上下立賣通 » selon l'usage historique des kanas. « Kaminoshimodachiuri », qui signifie « Shimodachiuri du haut », faut référence à la position de la rue en haut de Shimodachiuri-dōri.
La rue porte le nom Myōshinji-michi (妙心寺道, Myōshinji-michi) dû au fait qu'elle se rend jusqu'au Myōshin-ji. D'autres noms utilisés durant l'époque d'Edo sont Myōshinji-kaidō (妙心寺海道) ou encore Shimodachiuri-kaidō (下立売街道),.
Myōshinji-michi (妙心寺道, Myōshinji-michi) était aussi un nom attribué à sa voisine sud Shimodachiuri-dōri dans sa section à l'ouest d'Onmae-dōri.

## Histoire

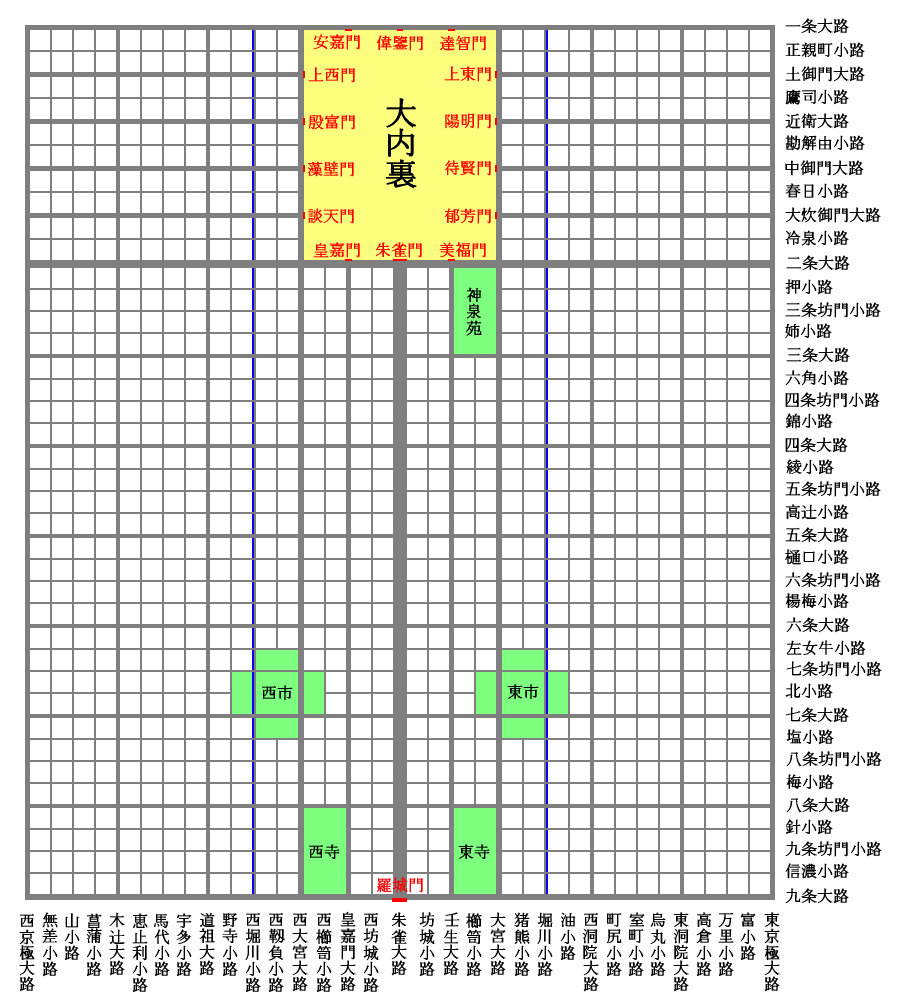
Carte des voies de Heian-kyō, la capitale impériale de 792 jusqu'au milieu du XIXe siècle.

Kaminoshimodachiuri-dōri correspond directement à l'avenue Konoe (近衛大路, Konoe-(no)-ōji) de la ville impériale, qui a été fondée en 794. Elle composait la partie ouest de l'avenue, à Ukyō, la « capitale de droite » et allait de la porte Inpu (殷富門) du palais impérial jusqu'à l'avenue Nishi no Kyōgoku (西京極大路) à l'extrémité ouest de la capitale impériale. L'autre rue correspondant actuellement à l'avenue Konoe est Demizu-dōri (出水通), qui correspond à la partie dans la « capitale de droite », Sakyō. Durant la période Heian (794-1185), plusieurs résidences de nobles de la cour et des « Kuriya-machi » (厨町), quartiers pour loger les nobles de bas rang et les fonctionnaires de ministères, étaient établis le long de l'avenue,,. Au nord-ouest de l'avenue, une rizière impériale à fins religieuses avait aussi été aménagée, limitée à l'ouest par l'allée Musa (無差小路), actuelle Kadono'ōji-dōri (ja) (葛野大路通),. La rizière a été plus tard convertie en palais secondaire du nom de Hanazono (華園), auquel y est adjointe durant le XIIe siècle la résidence de Minamoto no Arihito (ja) (源 有仁), l'Ikegan (池館),. Après la guerre de Genpei de 1180-1185, l'Ikegan est détruit et le Hanazono est rénové pour devenir le Myōshin-ji en 1342,,. 
Après la guerre d'Ōnin, ayant dévasté la ville de 1467 à 1477 et entraîné la disparition de l'avenue Konoe, le Myōshin-ji est reconstruit et le Myōshinji-michi apparaît pour la première fois, traversant alors Ukyō,. À la fin du XVIe siècle, Toyotomi Hideyoshi construit l'Odoi (ja) (御土居), des remparts de terre censés protéger la ville, dont des entrées ont été percées dès 1702 sur Myōshinji-michi,. Dans le Kyōmachikagami (京町鑑), ouvrage sur Kyoto de l'époque d'Edo (1603-1868), une entrée présente la rue comme « Shimodachiuri-dōri » (下立売通), commençant à l'est dans le quartier de Nakaho-chō (actuel quartier de Nishinokyōnakaho-chō (西ノ京中保町), près de Nishiōji-dōri), puis passant dans le village de Kitsuji (木辻村) près des temples Jōgan-ji (成願寺) et Gan'ō-ji (願王寺) pour se rendre devant le Myōshin-ji. Le Shimodachiuri-dōri mentionné est compte tenu de sa position plutôt le Kaminoshimodachiuri-dōri,. Dans la carte-paravent du Rakuchū (ja) (洛中絵図), « Rakuchū (洛中) » faisant référence ici aux limites de la ville de Kyoto, de 1637, le Myōshinji-michi commençait maintenant à l'Onmae-dōri et s'étendait vers l'ouest de la ville au-delà de l'Odoi.
En 1928, Kaminoshimodachiuri-dōri est officiellement renommée « Myōshinji-michi », mais cet ancien nom continue à être utilisé dans les documents officiels.

## Patrimoine et lieux d'intérêt

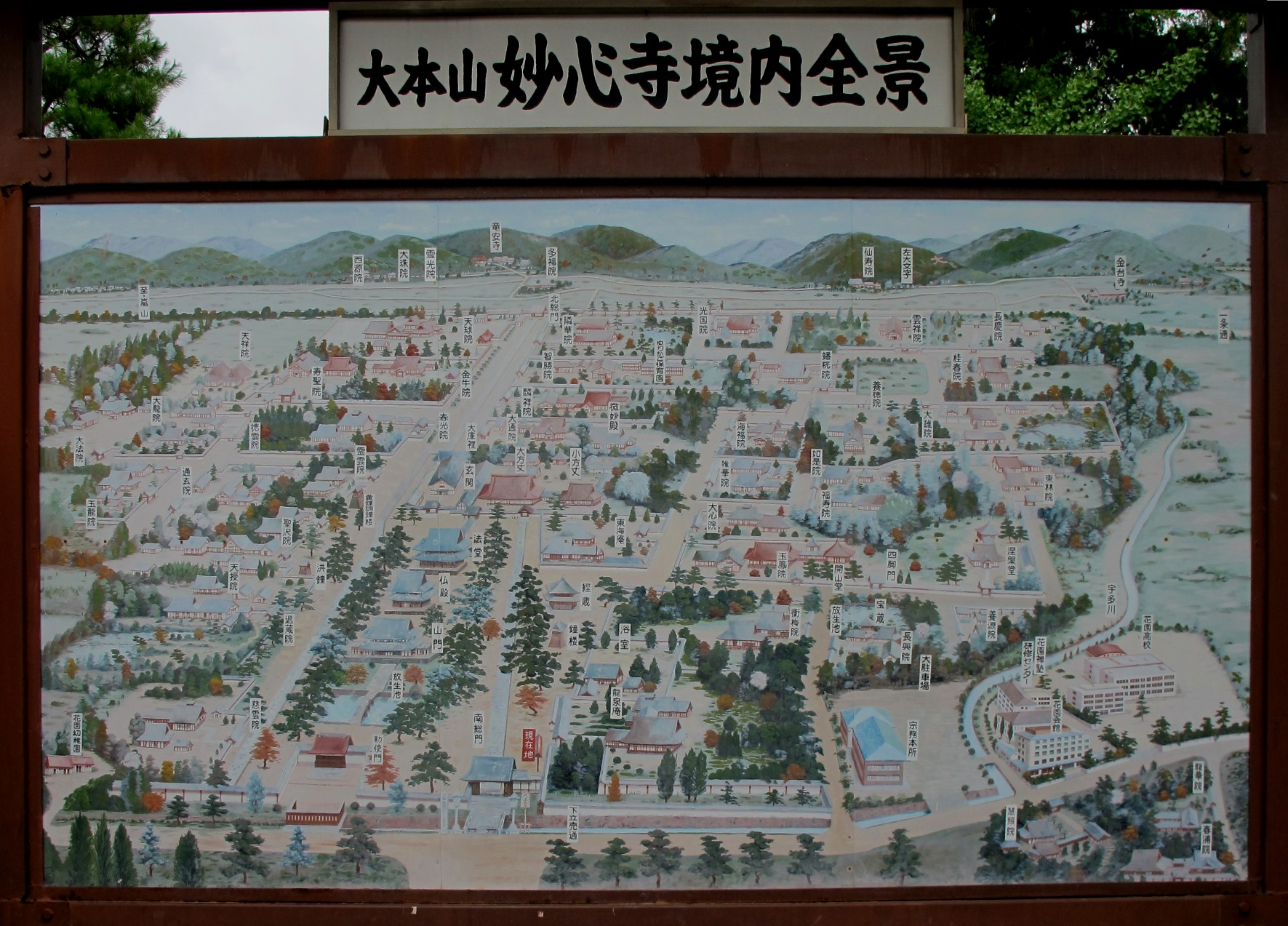
Carte du Myōshin-ji avec Kaminoshimodachiuri-dōri identifiée comme « Shimodachiuri-dōri » au bas de la carte.

À l'ouest de Tenjin-dōri se trouve sur la rue le magasin de l'Association des détaillants d'électroménagers de la préfecture de Kyoto (京都府電機商業組合). À l'ouest de Nishidoi-dōri, la rue franchit la rivière Tenjin sur le pont Kaminoshimodachiuri (上ノ下立売橋). À l'est de Sai-dōri, du côté nord de la rue se trouve l'otabisho du sanctuaire shinto Kitano Tenman-gū (北野天満宮御旅所),. Entre Nishiōji et Badai, s'y trouve la rue commerçante Tenjin-Otabi (天神御旅商店街), avec quelques commerces éparpillés des deux côtés. À l'est de Badai se trouvait auparavant du côté sud le bain public Sakaeyu (栄湯), qui a depuis fermé. Juste avant Kitsuji-dōri, on peut observer le « puits du départ d'Ushiwakamaru » (牛若丸首途の井), nommé ainsi car c'est le lieu où le stratège militaire Minamoto no Yoshitsune, connu sous son nom d'enfance « Ushiwakamaru », a fait ses adieux à son accompagnateur Kaneuri Kichiji (ja) (金売 吉次). Kichiji, qui y avait sa résidence, a puisé de l'eau pour Ushiwakamaru là-bas avant que les deux se séparent. À l'ouest de Kitsuji-dōri, côté nord, se trouve le lycée Hanazono (ja) (花園中学校・高等学校). De l'autre côté de la rue, se trouve caché le petit temple Gan'ō-ji (願王寺). À l'est de la rivière Uda y existe le Hanazono Kaikan (花園会館), hôtel officiel du Myōshin-ji et à l'ouest, le restaurant végétarien Ajiro (阿じろ), ouvert en 1962 et directement mandaté par le temple. En face du Hanazono Kaikan se trouve l'Eshō-in (慧照院), un sous-temple du Myōshin-ji fondé en 1623.
La rue rencontre par la suite le complexe monumental de l'éponyme temple Myōshin-ji (妙心寺), titulaire du mouvement Myōshinji (ja) (臨済宗妙心寺派) de l'école bouddhique Rinzai. À l'ouest du complexe principal se trouve le Saikō-an (西光庵), un autre des neuf sous-temples du Myōshin-ji, dernière résidence du moine Kō'a (ja) (向阿). Dans le même secteur que le Saikō-an se trouve l'école secondaire Narabigaoka (ja) (双ヶ丘中学校). Au sud du Saikō-an, de l'autre côté de Kaminoshimodachiuri-dōri, on peut visiter le sanctuaire shinto Imamiya-jinja (ja) (今宮神社), non pas le célèbre Imamiya-jinja de l'arrondissement de Kita, mais plutôt un autre sanctuaire, fondé en 1025 et appelé plus communément « Hanazono-sha » (花園社).

Quelques lieux d'intérêts
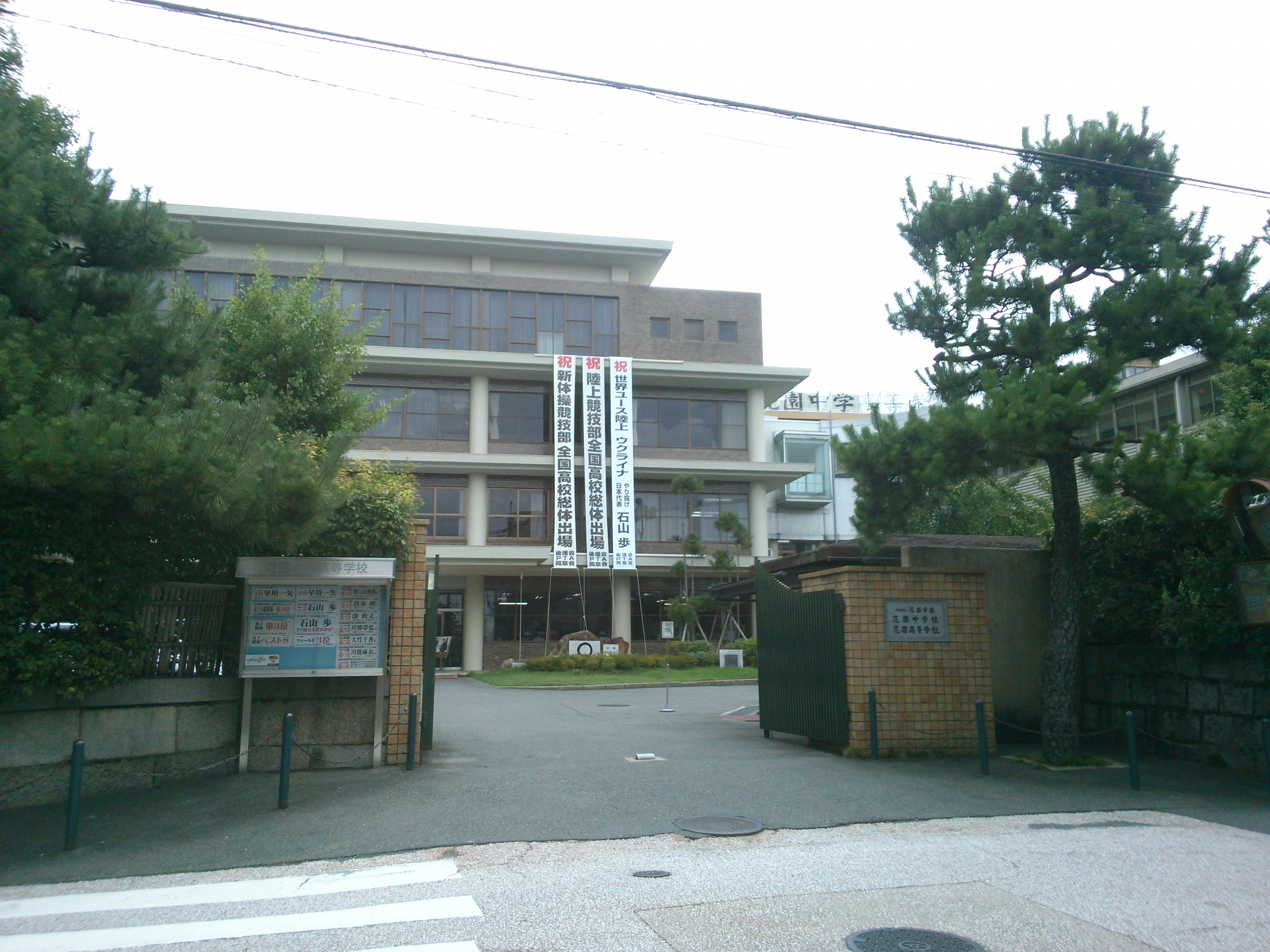
Entrée du Lycée Hanazono
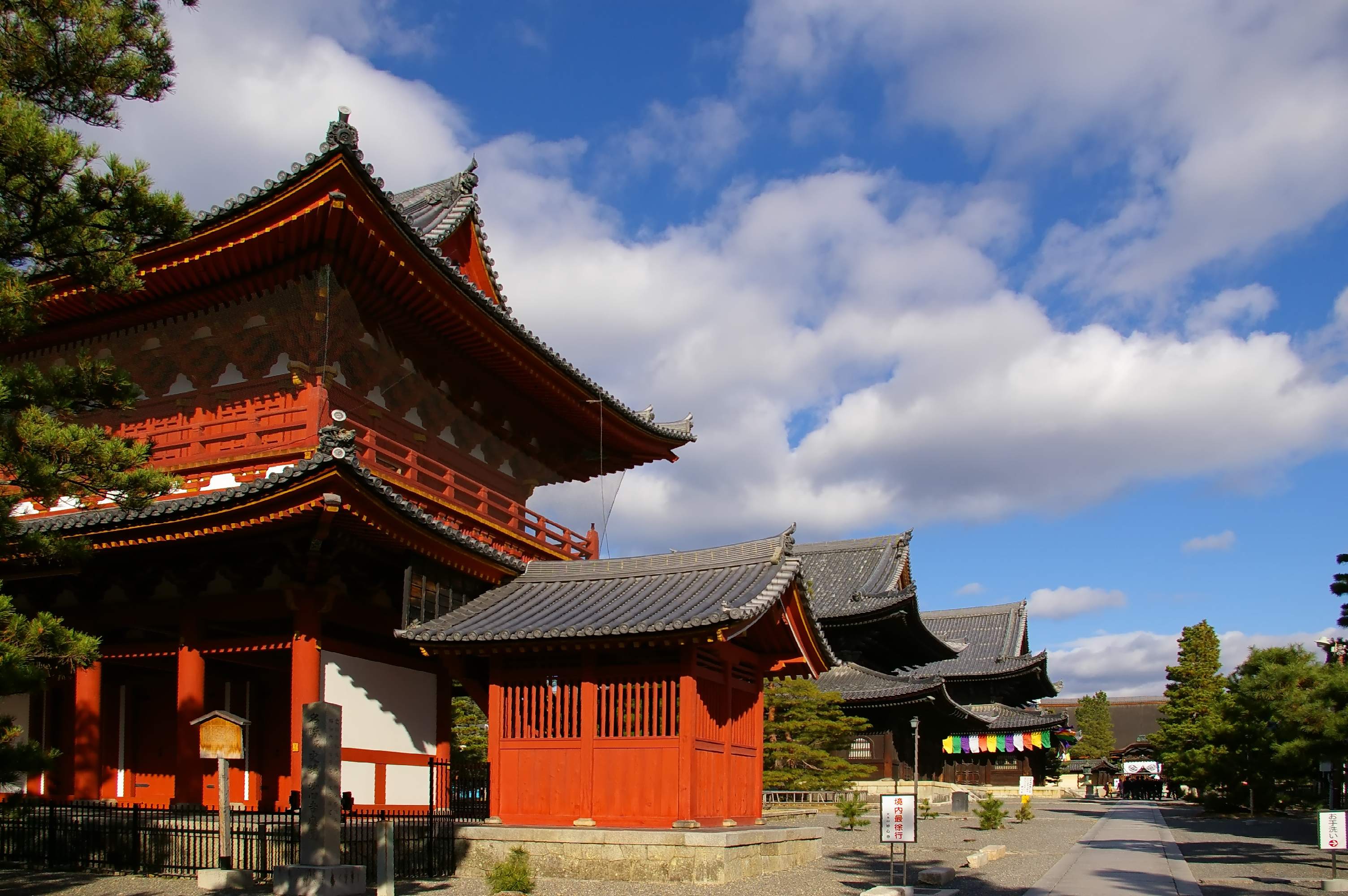
Un aperçu de quelques bâtiments du Myōshin-ji
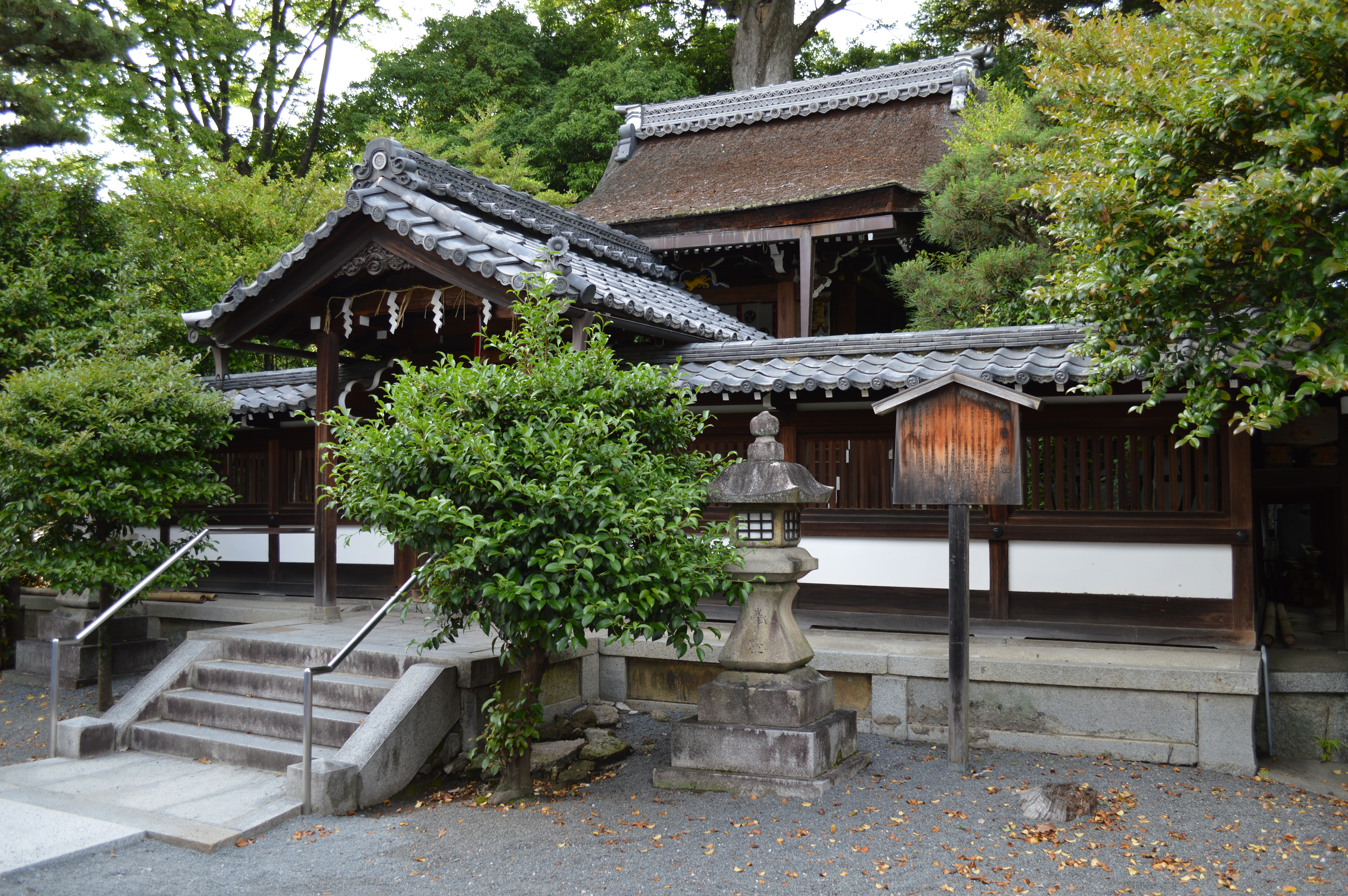
L'Imamiya-jinja (Hanazono-sha)